# Österreichische Bundes-Sportorganisation

Logo der Österreichischen Bundes-Sportorganisation

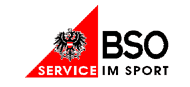
Ehemaliges Logo

Die Österreichische Bundes-Sportorganisation, seit 2019 Auftritt als Sport Austria, ist eine gemeinnützige Institution mit der Ausrichtung, die Interessen des Sports in Österreich und in internationalen Organisationen zu vertreten. Sport Austria ist damit die zentrale Koordinations- und Beratungsplattform innerhalb des österreichischen Sportsystems.
Zu den Vollmitgliedern zählen die drei großen Sportdachverbände (ASKÖ, ASVÖ, Sportunion), die verschiedenen Sportfachverbände sowie die gesamtösterreichischen Sportorganisationen (Österreichisches Olympisches Comité, Österreichischer Behindertensportverband, Österreichisches Paralympisches Committee, Special Olympics Österreich).

## Aufgaben
Die Österreichische Bundes-Sportorganisation ist eine gemeinnützige Institution mit der Ausrichtung, die Interessen des Sports in Österreich und in internationalen Organisationen zu vertreten. Sport Austria ist damit die zentrale Koordinations- und Beratungsplattform innerhalb des österreichischen Sportsystems. Im umfassenden Kompetenzbereich der Österreichischen Bundes-Sportorganisation liegen die Koordination der sportpolitischen Aktivitäten, Erbringung von Serviceleistungen für die Mitglieder, Vertretung der Anliegen des Sports gegenüber staatlichen Einrichtungen, Vertretung des österreichischen Sports in internationalen Gremien, Koordination der Fördereinrichtungen, Trainer- und Instruktorausbildungen, Aus- und Fortbildung von Führungskräften, Entwicklung von Sportprojekten, Begutachtung und Erarbeitung von Gesetzes- und Verordnungsentwürfen, Information über sportrelevante Rechts- und Steuerangelegenheiten, Herausgabe von Publikationen, Erstellung von Dokumentationen und Datenbanken, Event- und Verbandsmarketing und Förderung von Fairness im Sport, insbesondere durch Maßnahmen gegen Doping, Gewalt und Rassismus.
Auf Basis dieser umfassenden Mission ist Sport Austria in folgenden nationalen Sportinstitutionen vertreten:
- Bundes-Sport GmbH
- Österreichisches Olympisches Comité
- Österreichische Sporthilfe
- Nationale Anti-Doping Agentur Austria
- Österr. Institut für Schul- und Sportstättenbau (ÖISS)
- Österr. Institut für Sportmedizin (ÖISM)
- Leistungssport Austria (ehem. IMSB)
- Konferenz der Landessportreferenten
- Österreichisches Leistungssport-Zentrum Südstadt (ÖLSZ)
- Österr. Freiwilligenrat
- Bundessporteinrichtungen Gesellschaft mbH (BSPEG)
- Österr. Bundesnetzwerk Sportpsychologie (ÖBS)
- KADA – Sport mit Perspektive
- Play Fair Code
- Österr. Lotterien
- 100 % Sport
- Fit Sport Austria GmbH

## Geschichte
Nachdem der Sport in Österreich während des Krieges bis 1945 Teil des deutschen Reichsbundes für Leibesübungen war, ruft die erste Regierung danach auf, die in der Ersten Republik bestandenen Sportverbände neu zu gründen – ASKÖ, Sportunion und erste Fachverbände entstehen bzw. formieren sich neu. Bestimmte Sportarten wie einige Kampfsportarten, Schießen oder Flugsport bleiben in Teilen Österreichs bis 1947 untersagt. Die Bundesverfassung von 1920 wird auch nach dem 2. Weltkrieg übernommen – somit fällt Sport weiterhin unter die Aufgabenbereiche der Bundesländer. 1946 tritt Österreichs Sport erstmals vereint auf, wobei im Zuge der Sportwoche „950 Jahre Österreich“ Bundespräsident Theodor Körner das Bekenntnis zum freien österreichischen Sport übergeben wird.
1946 ist erstmals die Rede von einer Bundes-Sportorganisation, damals noch im Sinne einer Vertretung der Bundesländer ohne Einbindung der Sportverbände. Minister Felix Hurdes gründet 1949 den Bundessportrat mit je zwei Vertretern von ASKÖ, ASVÖ – der sich 1949 bildete, Sportunion und je einem Vertreter von den Dachverbänden aller Bundesländer sowie die Präsidenten von ÖOC und Sportfachrat. Die damals 25 Fachverbände treten 1949 dem neu gegründeten Bundessportfachrat bei. 1949 entsteht als gemeinsame Interessenvertretung der Bundes-Sportausschuss. 1953 wird ein Entwurf eines Bundessportgesetzes erarbeitet, den die Länder jedoch ablehnen.
1954 verstärkt sich der Wunsch nach einer gemeinsamen Interessenvertretung (BSO) und Statutenentwürfe werden erarbeitet. Vorerst bleiben die Vorschläge sowohl auf Vereins- als auch auf gesetzlicher Basis aber erfolglos. Auch 1958 und 1959 wird an dem Versuch gearbeitet den Verein BSO zu gründen. Nachdem 1965 die Idee eines Bundessportförderungsgesetzes abermals seitens der Länder abgelehnt wird, wird ein Exekutivkomitee eingesetzt mit dem Auftrag eine Grundlage für eine autonome BSO zu schaffen. 1966 einigt man sich schließlich und das Bundessportförderungsgesetz verankert erstmals den Sport gesetzlich. Aufgrund des großen Druckes seitens des österreichischen Sports („Beamtete und politische Vertreter der Bundesländer missachten entgegen dem Willen der Sportler konsequent die Interessen und Forderungen des österreichischen Sports und kleben an papierenen Kompetenzen. Sie möchten, ohne Kontaktaufnahme mit dem Sport, Bundesmittel, die ihnen nicht zustehen, selbst verteilen“) erfolgt am 26. April 1969 die Gründung der Österreichischen Bundes-Sportorganisation (BSO).
Seit ihrem 50-jährigen Jubiläum 2019 agiert die Bundes-Sportorganisation unter dem Namen Sport Austria.

## Organe und Gremien
Sport Austria hat folgende Organe:
- Generalversammlung
- Präsidium
- Erweitertes Präsidium
- Beirat für Breitensport
- Beirat für Leistungs- und Spitzensport
- Beirat für Recht
- Beirat für Finanzen
- Beirat Frauen im Sport
- Beirat digitale Medienplattform

Präsident war von 2016 bis zu seinem Tod am 20. August 2019 der frühere Sozialminister Rudolf Hundstorfer (SPÖ). Im November 2019 wurde der ehemalige burgenländische Landeshauptmann Hans Niessl (SPÖ) zum Präsidenten von Sport Austria gewählt.
Präsidenten:
- 1995–2007: Franz Löschnak[3][4]
- 2007–2013: Peter Wittmann
- 2013–2016: Herbert Kocher
- 2016–2019: Rudolf Hundstorfer (im Amt verstorben)
- seit 2019: Hans Niessl

## Mitglieder
Sport Austria besteht aus Vollmitgliedern, assoziierten Mitgliedern, außerordentlichen Mitgliedern, und Ehrenmitgliedern.
Vollmitglieder:
- Breitensportverbände
- Sportfachverbände
- Gesamtösterr. Organisationen mit besonderer Aufgabenstellung im Sport

Assoziierte Mitglieder:
- Sportorganisationen, welche die Voraussetzungen für eine Vollmitgliedschaft nicht erfüllen. Die Mitgliedschaft ist für 2 Jahre gültig, das mehrmalige Ansuchen um Mitgliedschaft aber möglich.[5]

Außerordentliche Mitglieder
Unterstützende Mitglieder können natürliche oder juristische Personen sein, die den österreichischen Sport unterstützen, wie z. B. Fördereinrichtungen des österreichischen Sports oder sportwissenschaftliche Institute.
Auf Antrag des Präsidiums können von der Österreichischen Sportversammlung natürliche Personen, die sich um den gesamtösterreichischen Sport und insbesondere um Sport Austria besondere Verdienste erworben haben, zu Ehrenmitgliedern ernannt werden. Die Ehrenmitgliedschaft kann auch mit einer Ehrenfunktion verbunden werden.

## Struktur
Angelegenheiten des Sports fallen in die verfassungsrechtliche Kompetenz der Bundesländer. Der Bund nimmt in erster Linie eine Förderkompetenz wahr, welche sich auf Artikel 17 des Bundesverfassungsgesetzes („Privatwirtschaftsverwaltung“) stützt.
Die einfachgesetzliche Grundlage der Sportförderung durch den Bund bildet ab 1. Januar 2018 das Bundes-Sportförderungsgesetz 2017 sowie das Glücksspielgesetz in der geltenden Fassung.
Staatlicher und nicht-staatlicher Bereich
In Österreich sind einerseits staatliche Institutionen für Agenden des Sports zuständig, die wiederum auf Bundes- sowie auf Länderebene agieren, und andererseits nicht-staatliche Organisationen, wie zum Beispiel Sport Austria, das Österreichische Olympische Comité (ÖOC) oder die Vereine und Verbände.
Im staatlichen Bereich sind auf Bundesebene vor allem das Bundesministerium für Öffentlichen Dienst und Sport, das Bundesministerium für Landesverteidigung, das Bundesministerium für Inneres sowie das Bundesministerium für Bildung, Wissenschaft und Forschung für die verschiedenen Aufgabenbereiche des Sports zuständig. Darüber hinaus können einzelne sportspezifische Bereiche auch in den Kompetenzbereich anderer Bundesministerien fallen.
Da gemäß Artikel 15 B-VG Agenden des Sports in den verfassungsrechtlichen Wirkungsbereich der Bundesländer fallen, sind darüber hinaus neun Landessportdirektionen eingerichtet.
Mit dem Bundes-Sportförderungsgesetz 2017 (BSFG) wurde die Bundes-Sport GmbH (BSG) als Förderstelle, die im Eigentum des Bundes steht, gegründet.
Aufgaben der Gesellschaft sind unter anderem die Vergabe, Abwicklung und Kontrolle von Förderungen nach dem Gesetz, die Abwicklung sonstiger Förderungen im Bereich des Sports, die Förderung zur Vorbereitung und Durchführung von Sportgroßveranstaltungen von internationaler Bedeutung (Olympische Spiele, Paralympische Spiele, Weltspiele der Special Olympics, WM und EM sowie Sportveranstaltungen gesamtösterreichischer Bedeutung), die Förderung des Frauen- und Mädchensports sowie benachteiligter Gruppen, die Förderung von Vorhaben sportwissenschaftlicher Bedeutung oder die Spitzensportförderung und Inklusion von Menschen mit Behinderung im Sport.
Der Aufsichtsrat der Bundes-Sport GmbH besteht aus einem Mitglied vom zuständigen Bundesministerium für Sport, einem Mitglied vom zuständigen Bundesministerium für Finanzen und zwei Mitgliedern von Sport Austria.
Im nicht-staatlichen Bereich ist Sport Austria die Dachorganisation des österreichischen Sports und koordiniert Angelegenheiten des Sports mit den dafür zuständigen staatlichen Stellen.
Die Vollmitglieder von Sport Austria sind die drei Dachverbände ASKÖ, ASVÖ und Sportunion, die derzeit 61 anerkannten Fachverbände sowie der Österreichische Behindertensportverband, das Österreichische Olympische Comité, das Österreichische Paralympische Committee und die Special Olympics.
Außerordentliche Mitglieder sind gesamtösterreichische Verbände von besonderer Bedeutung (z. B. Österr. Betriebssportverband, Österr. Heeressportverband etc.).
Die Vollmitglieder besitzen ein Stimmrecht in den einzelnen Gremien von Sport Austria, wie der Generalversammlung.
Angelegenheiten des Sports fallen in die verfassungsrechtliche Kompetenz der Bundesländer. Der Bund nimmt in erster Linie eine Förderkompetenz wahr, welche sich auf Artikel 17 des Bundesverfassungsgesetzes („Privatwirtschaftsverwaltung“) stützt. Die einfachgesetzliche Grundlage der Sportförderung durch den Bund bildet das Bundes-Sportförderungsgesetz.